# Albina Osipowich

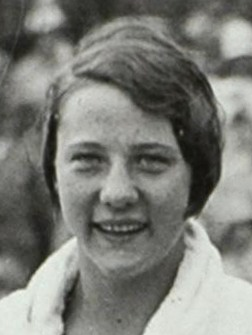
Albina Osipovich (1928)

Albina Osipowich van Aiken (* 26. Februar 1911 in Worcester, Massachusetts; † 6. Juni 1964) war eine US-amerikanische Schwimmerin.
Bei den Olympischen Sommerspielen 1928 in Amsterdam wurde sie Olympiasiegerin sowohl über die 100 m Freistil als auch mit der 4 × 100-m-Freistilstaffel. Finanziell zahlte sich der Olympiasieg für sie aus, da sie nach ihrer Rückkehr von den Olympischen Spielen in ihrem Heimatort Worcester begeistert empfangen wurde und die Einwohner über 4000 Dollar spendeten, damit sie das College besuchen konnte. Im Jahr 1986 wurde sie in die Ruhmeshalle des internationalen Schwimmsports aufgenommen.